# Fontecchio
Fontecchio är en ort och kommun i provinsen L'Aquila i regionen Abruzzo i Italien. Kommunen hade 342 invånare (2018).